# 샤르헤이 라우레나우
샤르헤이 퍄트로비치 라우레나우(벨라루스어: Сярге́й Пятро́віч Лаўрэнаў, 러시아어: Серге́й Петро́вич Лавре́нов 세르게이 페트로비치 라브레노프[*], 1972년 2월 1일~)는 벨라루스의 전직 역도 선수이다. 2000년 하계 올림픽 남자 라이트급에서 동메달을 획득했다.